# Wander Mateo
Wander Mateo Ramírez, (* 24. února 1989 v San Juan de la Maguana, Dominikánská republika) je dominikánský zápasník–judista.

## Sportovní kariéra
S judem začal v 9 letech v rodném San Juan de la Maguana pod vedením Dulce Maríi Piñaové. Připravuje se v Santo Domingu pod vedením Alexis Gago Fondína a Wilkin Oganda, kteří konzultují své tréninkové postupy s odborníky ze zahraničí např. Maďarem Józsefem Csákem. V roce 2014 si na Grand Prix v Havaně vyhodil pravé rameno a musel na operaci. V roce 2015 si na panamerických hrách prolomil pravé koleno a vynechal několik měsíců. V roce 2016 dosáhl na panamerickou kontinentální kvótu pro účast na olympijských hrách v Riu. V úvodním kole porazil technikou uki-waza na ippon judistu z Demokratické republiky Kongo a v dalším kole si v prodloužení poradil se Sergiu Oleinicem z Portugalska, když pohotově okontroval jeho nástup do seoi-nage. Ve čtvrtfinále však nestačil na judo Japonce Masaši Ebinumi a v opravách byl nad jeho síly Uzbek Rishod Sobirov. Obsadil 7. místo.

## Výsledky
| Turnaj                  | 2011           | 2012           | 2013           | 2014           | 2015           | 2016           |
| Turnaj                  | 22             | 23             | 24             | 25             | 26             | 27             |
| Turnaj                  | pololehká váha | pololehká váha | pololehká váha | pololehká váha | pololehká váha | pololehká váha |
| ----------------------- | -------------- | -------------- | -------------- | -------------- | -------------- | -------------- |
| Olympijské hry          |                | —              |                |                |                | 7.             |
| Mistrovství světa       | —              |                | úč.            | —              | —              |                |
| Panamerické hry         | —              |                |                |                | 5.             |                |
| Panamerické mistrovství | 5.             | 5.             | —              | 3.             | 2.             | 7.             |